# Luis Álvarez (arciere)
Luis Antonio Álvarez Murillo (Mexicali, 13 aprile 1991) è un arciere messicano, vincitore della medaglia di bronzo nella gara a squadre miste ai Giochi olimpici di Tokyo in coppia con il connazionale Alejandra Valencia.

## Palmarès
- Giochi olimpici

Tokyo 2020: bronzo nella gara a squadre miste.
- Giochi panamericani

Toronto 2015: oro nell'individuale e a squadre maschili.
- Giochi centramericani e caraibici

Veracruz 2014: oro nell'individuale e a squadre maschili.